# Kościół św. Marcina w Krasiczynie
Kościół świętego Marcina – rzymskokatolicki kościół parafialny należący do dekanatu Przemyśl I archidiecezji przemyskiej.

## Historia
Budowa obecnej świątyni została rozpoczęta w 1630 roku i ukończona została dopiero w 1760 roku. W 1784 roku została wykonana polichromia. Podczas II wojny światowej wnętrze kościoła zostało zdewastowane. Jest to budowla jednonawowa, kryta blachą. Świątynia posiada około 150 miejsc siedzących i około 200 miejsc stojących. Wnętrze posiada długość 30 metrów i szerokość 11 metrów. Posadzka we wnętrzu jest terakotowa, wzorzysta, natomiast w prezbiterium marmurowa, przede wszystkim odmiany: „bolechowice” i „biała Marianna”, chór muzyczny posiada powierzchnię 30 metrów kwadratowych i jest podparty dwoma filarami. Dawna polichromia została zniszczona podczas II wojny światowej. Ołtarz główny pochodzi z 1954 roku i został wykonany według projektu Stanisława Kochanka z Krosna, w warsztacie F.M. Paśków w Przemyślu, jest ozdobiony drewnianą figurą Chrystusa Ukrzyżowanego, wykonaną przez Stanisława Smoczyńskiego z Wojaszówki. Krucyfiks został odrestaurowany w 2003 roku przez Małgorzatę Dawidiuk z Przemyśla. Dwa ołtarze boczne zabytkowe z XVIII wieku zostały przeniesione w 1972 roku z Dubiecka, w każdym znajdują się po cztery rzeźby i dwa obrazy. Niektóre obrazy zostały namalowane przez ks. Mikołaja Tereińskiego. Chrzcielnica w stylu rokokowym, drewniana, polichromowana, złocona, posiadająca piękną snycerkę, jest najcenniejszym sprzętem zachowanym z dawnego wyposażenia świątyni. Została odnowiona i przeniesiona do prezbiterium oraz wyeksponowana. Przy niej został ochrzczony późniejszy metropolita krakowski kardynał Adam Stefan Sapieha. W zakrystii i „skarbcu” świątyni znajdują się zabytkowe ornaty oraz kilka naczyń liturgicznych.

## Organy
Przedwojenne organy zaginęły podczas II wojny światowej. Na ich miejsce ówczesny proboszcz ks. Jan Kordeczka sprowadził w 1955 od bernardynów z Przeworska 14-głosowe organy zbudowane w 1902 przez Aleksandra Żebrowskiego. W roku 1986 parafia odsprzedała je do wsi Kąty, zachowując jedynie prospekt wraz z niemymi piszczałkami. W tym samym roku firma Jana Zycha z Wołomina wybudowała nowy instrument o pneumatycznej trakturze gry. Szafę organową wykonał miejscowy stolarz Tadeusz Kochanowicz. W 2005 roku organy zostały przestrojone i zakonserwowane przez Romualda Greiza.
Dyspozycja instrumentu:
| Manuał I         | Manuał II        | Pedał           |
| ---------------- | ---------------- | --------------- |
| 1. Pryncypał 8'  | 1. Kwintadena 8' | 1. Subbas 16'   |
| 2. Bourdon 8'    | 2. Flet harm. 8' | 2. Oktawbas 8'  |
| 3. Pryncypał 4'  | 3. Salicet 8'    | 3. Chorałbas 4' |
| 4. Rurflet 4'    | 4. Gemshorn 4'   |                 |
| 5. Oktawa 2'     | 5. Flet minor 4' |                 |
| 6. Mixtura 2' 4x | 6. Blokflet 2'   |                 |
|                  | 7. Kwinta 1 1/3' |                 |

## Galeria

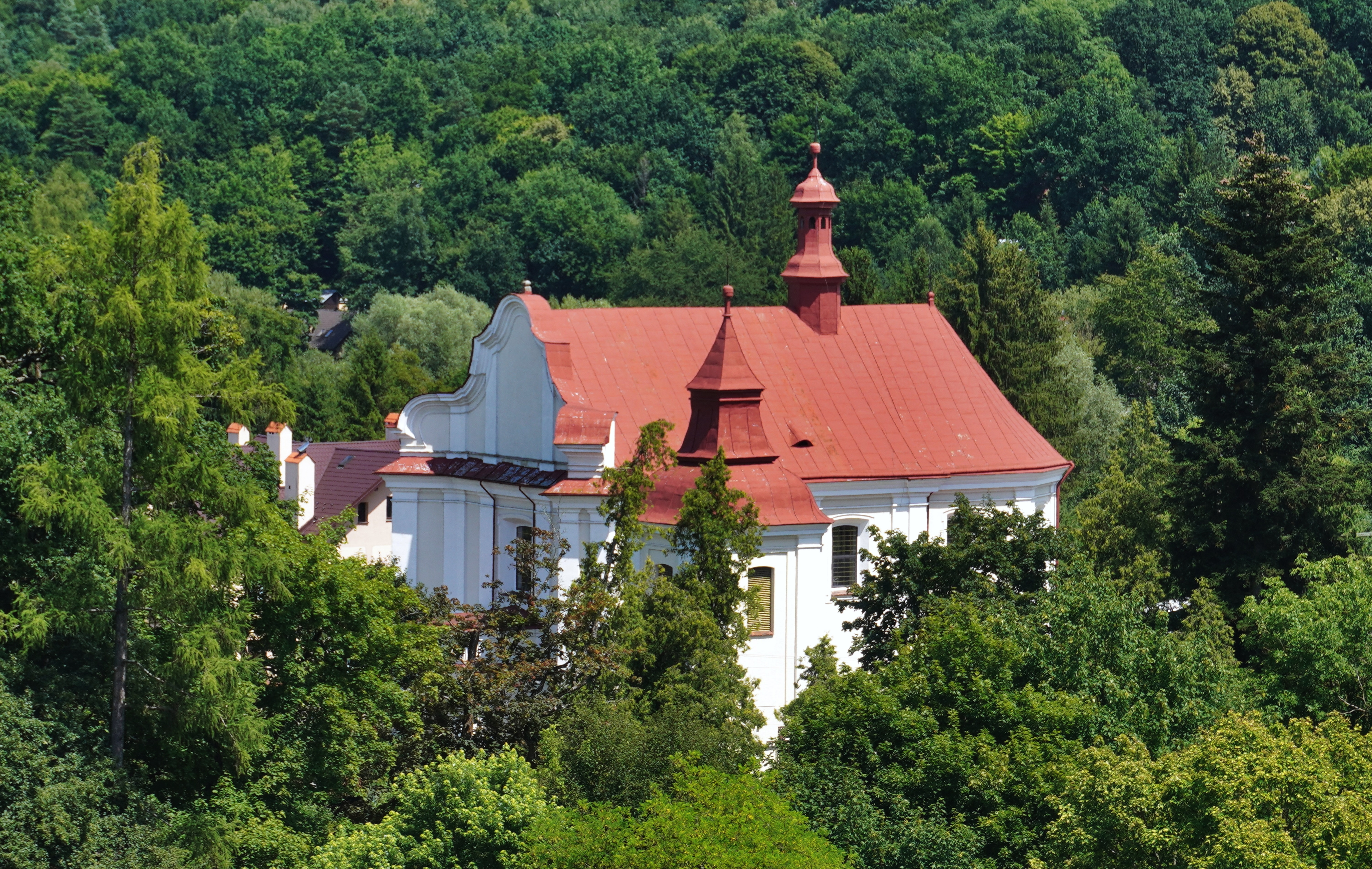
Widok z Wieży Zegarowej Zamku w Krasiczynie
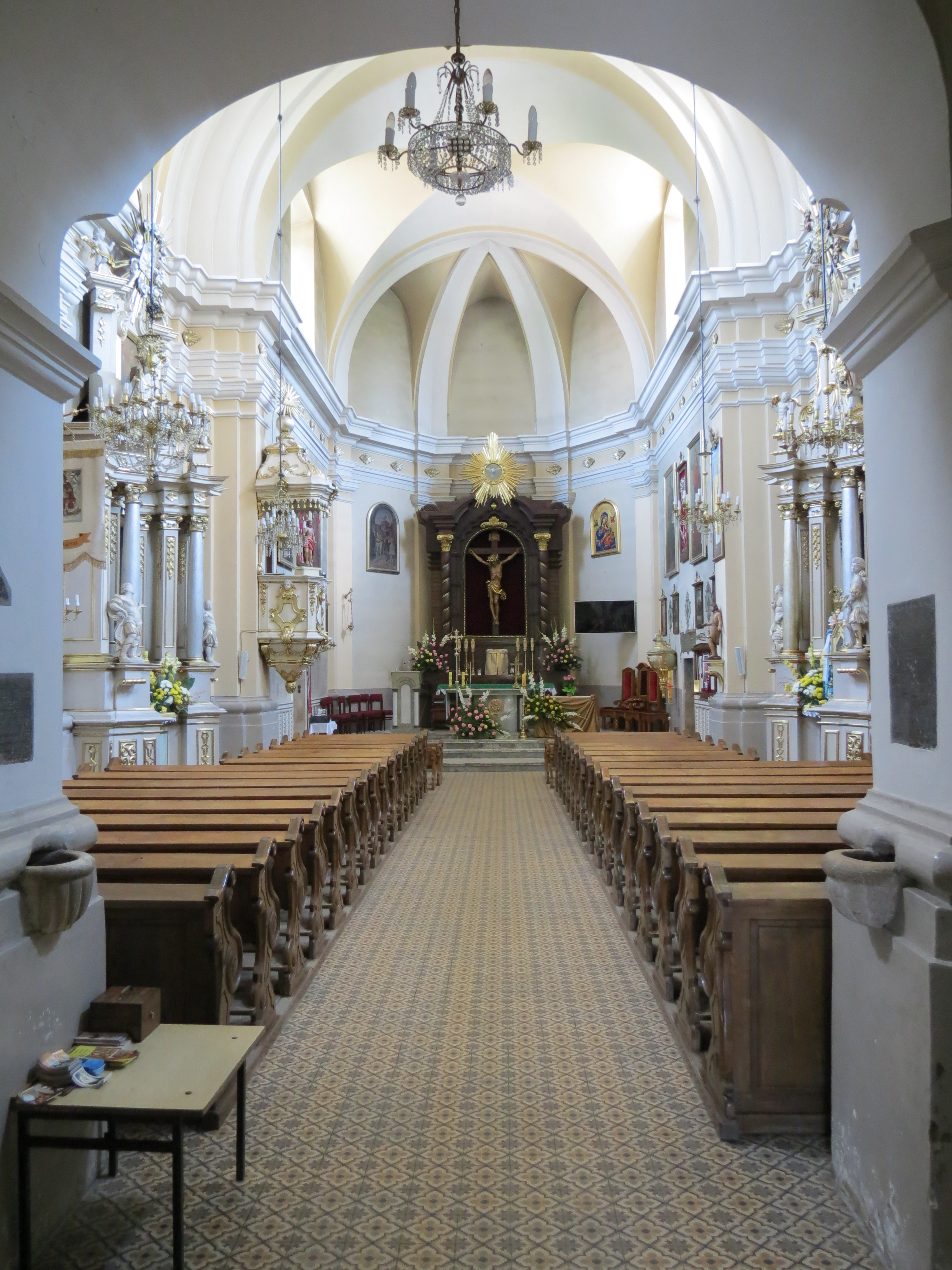
Wnętrze kościoła